# Краличка библија
Краличка библија (чеш. Bible kralická) први је потпуни превод Библије на чешки језик. Превели су је припадници цркве Чешка браћа  а штампана је у Кралицама над Ославом (Јужна Моравска), по чему је и добила име. Прво издање је имало шест томова и објављено је између 1579. и 1593. године. Треће издање, из 1613. године, је класични и до данас надалеко познат и коришћен чешки превод.

## Историја
Краличка библија није први превод Библије на чешки језик. Током година било је неколико покушаја, али су се најчешће заснивали на латинским преводима а не на оригиналним текстовима, па су били незадовољавајући. Током 16. века протестантска верска група Јединство браће (или Чешка браћа), претеча Моравске цркве, имала је кључну улогу у превођењу Библија на чешки. Један од епископа Јединства, Јан Блахослав (1523—1571), превео је 1564. Нови завет са оригинала писаног на грчком језику. После овога, године 1577. започет је рад на превођењу Старог завета. 
Између 1579. и 1588. године објављено је пет томова, а 1593. додат је и Блахославов превод Новог завета, тако да комплетно оригинално прво издање Краличке библије обухвата шест томова. Цео подухват финансирао је Јан фон Жеротин, локални господар Кралица. Године 1596. штампано је друго, једнотомно издање, без опширних напомена и увода, а 1613. изашло је и треће, прерађено издање, опет без белешки. Ово ревидирано издање постало је стандардни текст за чешку Библију до данас.
Моравски архив у Витлејему поседује комплетно оригинално шестотомно издање из 1579-1593. Архив је дошао у посед ове Библије захваљујући потомцима Франка Травничека Нечуте (око 1814-1901), који је комплет набавио када је поседовање примерка овог протестантског превода Библије у чешким земљама још увек било забрањено. Нечута је 1852. године емигрирао у Америку, где је донео и своју Библију. Комплет је наслеђиван у породици све док га свештеник Ендру П. Слејби није купио од унуке Френка Нечуте и 1952. продао га Моравском архиву. Комплет је у релативно добром стању, иако има јасних трагова коришћења. Недостају делови страница, а неке су истргнуте. У целој Библији постоје руком писане белешке са информацијама о породици Клатовски која је некада скривала ову Библију у свом дворишту.

## Језик
Језик коришћен при преводу Краличке библије постао је модел за књижевни чешки језик, а њен изузетан квалитет постао оријентир у чешкој књижевности.